# Зелёный Гай (Червонохвыльский сельсовет)
Зелёный Гай (укр. Зелений Гай) — поселок, Червонохвыльский сельский совет, Великобурлукский район, Харьковская область.
Код КОАТУУ — 6321485302. Население по переписи 2001 г. составляет 371 (174/197 м/ж) человек.

## Географическое положение
Посёлок Зеленый Гай находится в 2 км от реки Великий Бурлук (правый берег), в 3 км расположено село Червоная Хвыля. Село разделено на 2 части лесным массивом (дуб), рядом протекает ручей на котором сделана запруда. Рядом проходит автомобильная дорога Т-2111.

## История
- 1922 - дата основания.

## Экономика
- В посёлке есть молочно-товарная ферма, машинно-тракторные мастерские.